# Fek
Fek – gaun wikas samiti w zachodniej części Nepalu w strefie Lumbini w dystrykcie Palpa. Według nepalskiego spisu powszechnego z 2001 roku liczył on 615 gospodarstw domowych i 3331 mieszkańców (1869 kobiet i 1462 mężczyzn).